# Radio Basilisk
Radio Basilisk est une station de radio privée suisse, située à Bâle.

## Histoire
Radio Basilisk commence à émettre le 1er novembre 1983. Les fondateurs sont les deux pionniers de la radio bâloise Hans-Ruedi Ledermann et Christian Heeb. En 1997, le Basler Zeitung et l'Internationale Treuhand AG acquièrent chacun 20 pour cent du capital social de Radio Basilisk. Cette participation est dissoute à nouveau en avril 2002 lorsque les fondateurs Heeb et Ledermann les rachètent. Peu de temps après, le 31 mai 2002, Radio Basilisk devient la propriété de Tamedia AG à Zurich. En 2007, Tamedia doit vendre la radio à l'avocat bâlois Martin Wagner qui devient le propriétaire de la station début janvier 2008, en raison de la nouvelle loi sur la radio et la télévision entrée en vigueur. En 2010, Martin Wagner vend la station à Matthias Hagemann.
Le 2 mai 2013, Radio Basilisk célèbre son 30e anniversaire dans la caserne de Bâle. We Invented Paris, Anna Rossinelli et Baschi sont les artistes invités.

## Fréquences
- Chrischona : 107,6 MHz
- Liestal : 102,3 MHz
- Sissach : 106,9 MHz
- Grellingen : 88,8 MHz
- Frick : 93,2 MHz